# Oh, Monsters!
Oh, Monsters! es el nombre de segundo álbum de la compositora española Anni B Sweet. Fue lanzado el 24 de abril de 2012.
Con 14 canciones, el disco es una evolución madura del folk-pop de su debut. Presenta texturas más oscuras y elaboradas que combinan folk, dream pop, pop rock, electrónica sutil y guitarras eléctricas potentes. Temas como “At Home”, “Getting Older”, y “Catastrophe of Love” muestran su apuesta por sonidos densos, mientras que “Missing a Stranger” o “Ridiculous Games 2060” exploran atmósferas electrónicas y psicodélicas. Se trata de un álbum melancólico y dramático, pero también con momentos de esperanza y pulso emocional profundo. 
El álbum fue producido por Anni B Sweet junto a Guillermo Galván (Vetusta Morla), Ángel Luján y Javier Doria, y mezclado y masterizado por Phil Vinall.
Fue el disco independiente que más fuerte entró en listas españolas, alcanzando la posición 22, superando a nombres como Jack White y Rufus Wainwright. 

## Lista de canciones
| N.º   | Título                    | Duración |  |
| 1.    | «At Home»                 | 3:27     |  |
| 2.    | «Getting Older»           | 4:26     |  |
| 3.    | «Catastrophe of Love»     | 5:20     |  |
| 4.    | «Ridiculous Games 2060»   | 3:05     |  |
| 5.    | «Locked in Verses»        | 4:28     |  |
| 6.    | «Missing a Stranger»      | 3:58     |  |
| 7.    | «The Closer»              | 4:22     |  |
| 8.    | «Mute My Mind»            | 3:52     |  |
| 9.    | «Monsters»                | 4:17     |  |
| 10.   | «Remember Today»          | 3:34     |  |
| 11.   | «Good Bye Child»          | 3:50     |  |
| 12.   | «Someone Else»            | 4:29     |  |
| 13.   | «Gone If I Close My Eyes» | 5:30     |  |
| 14.   | «Hole in My Room»         | 3:49     |  |
| 58:35 |                           |          |  |